# ردان
ردان هي قرية في مقاطعة أصفهان، إيران. عدد سكان هذه القرية هو 1,597 في سنة 2006.